# Acido vulpinico
L'acido vulpinico è un derivato naturale dell'acido pulvinico trovato in diverse specie di licheni. È stato isolato nel 1925. È giallo brillante, e relativamente tossico.

## Caratteristiche chimiche
L'acido vulpinico deriva biosinteticamente dall'esterificazione dall'acido pulvinico; il pulvinato stesso deriva dagli aminoacidi aromatici fenilalanina e tirosina, tramite dimerizzazione e scissione ossidativa degli acidi arilpiruvici, un processo che produce anche i relativi pulvinoni.
Sono state segnalate diverse sintesi chimiche per l'acido vulpinico. In uno, i butenolidi sono stati funzionalizzati in modo efficiente dalle reazioni di condensazione di Suzuki tramite i corrispondenti triflati enolici.

## Presenza nei licheni
L'acido pulvinico si trova in diverse specie di licheni, nonché in alcuni funghi non lichenizzati. È un metabolita secondario del partner fungino nella simbiosi del lichene. È stato trovato nel fungo bolete Pulveroboletus ravenelii. Nel 2016, un nuovo gruppo di basidiomiceti distinto dal noto partner fungino del lichene è stato coinvolto nella produzione di acido vulpinico.

## Bioattività
L'acido vulpinico è relativamente tossico per i mammiferi che mangiano carne, nonché per insetti e molluschi. Tuttavia, non è tossico per conigli e topi. Una funzione biologica dell'acido vulpinico può essere il repellente che i licheni hanno sviluppato per scoraggiare il pascolo da parte degli erbivori. I licheni possono anche sfruttare le proprietà di blocco degli ultravioletti della molecola, proteggendo i fotobionti sottostanti. Ad esempio, si ritiene che l'acido vulpinico funzioni come uno schermo a luce blu nella Letharia vulpina. In precedenza era stato dimostrato che potesse proteggere le cellule della pelle umana nella coltura dei tessuti dai danni indotti dalla radiazione ultravioletta B.
Gli umani hanno sfruttato la sua tossicità per i mammiferi, usando licheni contenenti elevate quantità di tale sostanza chimica (ad esempio Letharia vulpina) per avvelenare i lupi in Scandinavia, aggiungendo talvolta ad esche contenenti sangue di renna e vetro.
L'acido vulpinico ha una certa attività antibatterica contro i batteri Gram-positivi e ha dimostrato di interrompere la divisione cellulare nell'MRSA.